# Twen
Twen ist im Deutschen eine Bezeichnung für eine Person, die das 20., aber noch nicht das 30. Lebensjahr vollendet hat. Das Wort wurde abgeleitet von englisch twenty ‚zwanzig‘. Es handelt sich um einen Scheinanglizismus, der in den 1950er Jahren in Analogie zu dem damals noch neuen echten Lehnwort Teenager gebildet worden war. 
Der Begriff „Twen“ existiert allerdings auch im Englischen. Er bezeichnet dort jedoch scherzhaft jemanden, der sich – obwohl dem Kindesalter entwachsen – unreif benimmt: eben so, als sei er erst zwölf Jahre alt (engl. twelve). Im Englischen wird für das deutsche Twen der Ausdruck twentysomething oder twenty-something als Nomen verwendet.
Eine allgemeine Verbreitung und Verwendung des Begriffs fand erst im Laufe der 60er Jahre statt, vor allem durch die von 1959 bis 1971 erscheinende Zeitschrift Twen, die durch ihre damals neuartige graphische Aufmachung und Behandlung von Themen weit über den eigentlichen Leserkreis hinaus Aufsehen erregte. Doch selbst nach zwei Jahrgängen dieser Zeitschrift war der Begriff noch so wenig geläufig, dass der Der Spiegel im August 1961 es in einem Artikel über die Zeitschrift für nötig hielt, seinen Lesern die Bedeutung und Herkunft des Zeitschriftennamens als „neudeutsche Ableitung von dem englischen Wort twenty – zwanzig“ zu erklären. 
Der Spiegel-Artikel berichtet auch über die Namensgebung durch den Twen-Gründer Adolf Theobald, der zuvor schon in Köln eine florierende Studentenzeitschrift betrieben hatte: „Den Namen des Blattes entlieh er der Konfektionsindustrie, die zur Anheizung des Konsums Artikel für »Twens« auf den Markt brachte.“ Das Textilunternehmen Wormland, das ab den 50er Jahren in Hannover und Köln Ladengeschäfte hatte, beansprucht für sich, dieses Marktsegment damals mit speziell entworfenen Modellen für junge Männer dieser Altersgruppe geschaffen zu haben und diese auch bereits unter dem Motto „Mode für den Twen“ beworben zu haben. Twen-Gründer Adolf Theobald habe dann sein „1959 gegründetes Magazin – nach Absprache mit Theo Wormland – ebenso benannt.“ Das Unternehmen wirbt bis heute mit Firmengründer Theo Wormland als „Erfinder von TWEN, von Twenmode“.